# Achernar
Désignations
Achernar, ou Alpha Eridani (α Eridani / α Eri), est l'étoile la plus brillante de la constellation de l'Éridan où elle est située à l'extrémité sud. C'est la huitième étoile la plus brillante du ciel nocturne. Elle se situe à ∼ 140 a.l. (∼ 42,9 pc) de la Terre. Du fait de sa déclinaison très basse, elle n'est pas visible depuis l'Europe.

## Découverte européenne et noms
Avant que le ciel austral ne soit découvert par les explorateurs européens du XVIe siècle, la constellation de l'Éridan était de fait moins étendue, et le nom d'Achernar était porté par son étoile visible la plus au sud. Cette étoile est aujourd'hui connue sous le nom d'Acamar (θ Eridani).
Le terme d'Achernar, parfois orthographié Akhenar, provient de l'arabe آخر النهر (Akhir al Nahr), voulant dire « fin de la rivière », la constellation de l'Éridan représentant le fleuve éponyme de la mythologie grecque.
Achernar est le nom propre de l'étoile qui a été approuvé par l'Union astronomique internationale le 20 juillet 2016.

## Caractéristiques
Achernar est une étoile naine ou sous-géante très lumineuse de couleur bleu-blanc (température de surface de l'ordre de 20 000 K). Sa luminosité totale est plus de 5 000 fois supérieure à celle du Soleil, quoique seulement un peu plus de 1 000 fois dans le domaine visible, le gros de son énergie étant rayonné dans l'ultraviolet.
Elle montre de faibles mais régulières variations de luminosité qui pourraient être dues à sa rotation rapide (voir ci-dessous) et à la présence de taches à sa surface. Elle présente aussi une perte de masse importante.
Achernar est une des étoiles dont la rotation propre est parmi les plus rapides. La vitesse de sa surface à l'équateur est de 225 kilomètres par seconde, soit 75 % de la vitesse critique au-delà de laquelle la matière située à l'équateur serait éjectée par la force centrifuge due à la rotation de l'étoile. Conséquence de cette rotation considérable, Achernar est l'étoile la plus aplatie connue à ce jour. La forme de l'étoile telle qu'elle est observée par le mode interférométrique du Very Large Telescope (VLT) de l'Observatoire Européen Austral (ESO) est un ellipsoïde aplati, dont le rapport des axes est de 1,5:1. Ce rapport représente une limite inférieure au rapport entre le diamètre équatorial et de diamètre polaire de l'étoile (si l'axe de rotation de l'étoile n'est pas perpendiculaire à la direction d'observation, ce rapport est plus grand que 1,5). En tout état de cause, cet aplatissement extrême représente un défi pour les modèles de structure interne des étoiles.

### Compagnon stellaire
Un compagnon stellaire de l'étoile en rotation rapide (Achernar B) a été découvert en 2005 en utilisant le Very Large Telescope (VLT) de l'Observatoire Européen Austral (ESO). Il s'agit d'une étoile naine de type spectral A, environ deux fois plus massive que le Soleil, assez similaire à Sirius. Sa séparation très faible (moins d'une demi-seconde d'angle) de l'étoile principale et sa faible luminosité (30 fois plus faible qu'Achernar A) le rendent difficilement observable.